# Stilbina olympica
Stilbina olympica là một loài bướm đêm trong họ Noctuidae.